# Jakub Hromada
Jakub Hromada, född 25 maj 1996, är en slovakisk fotbollsspelare som spelar för Rapid Bukarest. Han har även representerat det slovakiska landslaget.

## Karriär
Den 4 februari 2024 lånades Hromada ut av Slavia Prag till Rapid Bukarest på ett låneavtal över resten av säsongen 2023/2024 med en köpoption inkluderad. Den 17 juni 2024 utnyttjade Rapid Bukarest köpoptionen och Hromada skrev på ett treårskontrakt med klubben.